# Джордж Расселл
Джо́рдж Ра́сселл (англ. George Russell; нар. 15 лютого 1998 року в місті Кінгс-Лінн, графства Норфолк) — британський автогонщик, чемпіон GP3 і Формули-2 в складі команд ART. З 2019 по 2021 рік був пілотом команди Williams в Формулі-1, з 2022 року виступає за команду Мерседес.

## Кар'єра

### Картинг
Джордж Расселл народився в місті Кінгс-Лінн, Норфолк, почав займатися картингом у 2006 році, а до 2009 доріс до класу кадетів, вигравши два чемпіонські титули. У 2010 році він почав виступати в категорії Rotax Mini Max, де взяв ще два чемпіонські титули, а також виграв британський Гран-прі Картмастерс. Расселл перейшов в категорію KF3 у 2011 році, де знову виграв кілька чемпіонських титулів, а пізніше, у 2012, він зміг успішно захистити один з них. 2013 рік став останнім в його картинговій кар'єрі: Джордж виступав в класі KF1 і закінчив сезон на 19 місці.

### Формула-Рено 2.0
У 2014 році Расселл пересів з карта на одномісний автомобіль і почав виступати в чемпіонаті альпійської Формули-Рено 2.0. Спочатку Джордж повинен був виступати за Prema Powerteam, проте в останній момент опинився в команді Koiranen GP. Через хворобу він був змушений пропустити один з етапів, що не завадило йому зайняти четверте місце за підсумками чемпіонату. За сезон Расселл всього один раз приїхав на подіум, це сталося на трасі «Ред Булл Ринг».
Расселл також брав участь в двох гонках Єврокубка Формули-Рено 2.0. Він приїжджав на етап в Москві в складі команди Koiranen GP, а потім разом з Tech 1 Racing змагався на етапі в Хересі. Будучи запрошеним пілотом, він зміг виграти останню гонку сезону з поул-позиції.

### Формула-4
У 2014 році Расселл також змагався в чемпіонаті британської Формули-4, будучи пілотом чемпіонської команди Lanan Racing. В останній гонці, яка відбулася на трасі Снеттертон, на титул претендували чотири пілоти, серед яких був сам Джордж, Арджун Майні, а також напарники по команді HHC Motorsport Сеннан Філдінг і Рауль Хайман. Стартувавши з поула, Расселл виграв гонку, що дозволило йому обігнати Майні всього на три очки, ця перемога стала для нього п'ятою в сезоні.
В якості подарунка за перемогу в цій серії Джордж отримав можливість брати участь в тестах машини GP3 за команду Arden Motorsport на трасі Яс Марина в Абу-Дабі. У грудні 2014 року Расселл став наймолодшим володарем престижної премії McLaren Autosport BRDC Award, випередивши таких фіналістів як Олександр Албон, Бен Барнікот, Сеннан Філдінг, Себ Морріс і Харрісон Скотт. Він отримав грошовий приз у £ 100,000, членство в Британському клубі автогонщиків, а також право провести тести Формули-1 в складі McLaren.
У лютому 2015 Расселл став одним з дванадцяти пілотів, хто був обраний для приєднання до програми SuperStars Британського клубу автогонщиків, ставши наймолодшим учасником в її історії.

### Європейська Формула-3
Расселл перейшов в Формулу-3 в 2015 році, він почав виступати в її європейській першості за команду Carlin. Він виграв одну з трьох гонок на вступному етапі в Сільверстоуні, обігнавши Шарля Леклера — такого ж дебютанта, як і він сам, і Антоніо Джовінацці. Пізніше він здобув ще два подіуми в перегонах на Спа-Франкоршам і Норісринг. Свій перший сезон у цій серії Джордж закінчив на шостому місці, набравши 203 очка. Також він став віце-чемпіоном серед дебютантів, програвши тільки Леклеру.
У вересні 2015 Расселл взяв участь в перегонах Формули-3 Мастерс, що не входить до складу чемпіонату гонці на трасі Зандвоорт. Спочатку він фінішував четвертим у кваліфікаційній гонці, а в гонці — другим, позаду його партнера по команді Антоніо Джовінацці. Расселл також планував брати участь в Гран-прі Макао, проте був замінений на японця Ю Канамару з Відкритого чемпіонату європейської Формули-3 незадовго до цієї події.
Расселл змінив команду, перейшовши в Hitech GP на сезон 2016 року, він зумів перемогти ще двічі і зайняти третє місце в особистому заліку.

### GP3
19 січня 2017 року Расселл підписав контракт з ART Grand Prix і став їх пілотом в серії GP3 на майбутній сезон. Раніше він вже працював з командою, провівши з ними постсезонні тести в листопаді 2016 на трасі Яс Марина.
Джордж непогано почав сезон на етапі в Барселоні, де в перших двох гонках він фінішував на четвертій і п'ятій позиціях відповідно. Наступний етап в Шпільберзі, на трасі Ред Булл Ринг, вже приніс йому перші поул і перемогу в серії GP3. Расселл насилу добився ще одного поула на домашньому етапі в Сільверстоуні, старт з першої позиції дозволив йому здобути ще одну перемогу в першій гонці, а в другій Джордж зайняв четверте місце. Успішні результати на цих етапах привели до того, що він став лідером чемпіонату.
Домінуючий виступ Расселла в гонках на Спа-Франкоршам дозволив йому значно зміцнити свої лідируючі позиції. Він виграв основну гонку з поула, зайняв другу позицію в спринтерській гонці, а також показав кращі часи кола в кожній з них. За всі ці досягнення нараховуються очки.
На наступному етапі в Монці відбулася лише одна з двох гонок GP3, через погодні умови була скасована суботня гонка. Расселл виграв важку битву зі своїми партнерами по команді Джеком Ейткеном і Антуаном Хубером, і здобув четверту в сезоні перемогу.
Джордж здобув чотири перемоги, взяв три поул-позиції і ще один подіум, щоб мати можливість вирішити долю чемпіонства вже на етапі в Хересі, який є передостаннім в сезоні. Він закінчив першу гонку на другому місці, і приїхав четвертим в другій, це дозволило йому стати чемпіоном GP3 за дві гонки до кінця сезону. В Абу-Дабі Расселл домігся ще одного поула, проте не зміг здобути більше перемог, ставши другим в основний гонці і четвертим в спринтерській, лише збільшивши свій відрив від інших. У підсумку за цей рік Джордж набрав 220 очок.

### Формула-2
18 січня 2018 року було оголошено про те, що Расселл проведе сезон 2018 року в Формулі-2, продовжуючи виступати за ART Grand Prix. Сама серія готувалася зустріти деякі зміни — новий болід Dallara F2/18 повинен був пройти перевірку на міцність в розширеному до 12 етапів календарі. Крім Ф2, Расселл був резервним пілотом команди Mercedes-AMG Petronas Motorsport в Формулі-1.
Під час свого дебюту на етапі в Бахрейні Джордж зміг домогтися другої стартової позиції, проте в гонках результати були гірше: в основний гонці він зайняв п'яте місце, а в спринтерській виявився поза очкової зони.
У Баку відбувся другий етап чемпіонату, Расселл якийсь час лідирував в першій гонці, проте був змушений зійти з траси через помилки опонента, що коштувало йому не тільки перемоги, але й очок. У спринті він виступив значно краще, здобувши перемогу з 12 стартової позиції, а також встановивши найкращий час кола в гонці.
Свою другу перемогу в цьому чемпіонаті Джордж здобув в Іспанії. У важкій боротьбі випередивши Ніка де Вріса, він виграв свою першу основну гонку в серії, а в спринті посів четверте місце. Ці результати дозволили йому вийти на другу позицію в особистому заліку.
У Монако Расселл відчував технічні проблеми, у нього відмовив двигун під час вільної практики, що вплинуло на працездатність техніки. Він кваліфікувався лише на 16 місці, а в обох гонках виявився поза очкової зони.
На етапі у Франції Джордж зміг вперше за сезон взяти поул. Під час першої гонки пілотів очікували змішані погодні умови, проте Расселлу це не завадило здобути ще одну перемогу. На жаль для нього, в спринті його знову чекав провал.
Наступний етап чемпіонату відбувся в австрійському Шпільберзі, де Джордж провів свій найкращий уїк-енд за рік. Він виграв першу гонку, а в спринті не зміг наздогнати тільки Артема Маркелова, посівши друге місце. Стабільний набір очок, а також проблеми супротивників допомогли йому очолити очковий залік.
У наступних етапах сезону він продовжував набирати очки, проте довгий час не перемагав. Ця серія перервалася в Італії, коли він зайняв перше місце в спринтерській гонці. Після цього йому вдалося ще двічі перемогти й двічі зайняти четверте місце в гонках в Сочі та Абу-Дабі. Після впевненої перемоги в передостанній гонці сезону він офіційно став чемпіоном Формули-2. У підсумку за цей рік Расселл здобув сім перемог, взяв п'ять поулів і шість разів ставив найкращий час кола.

### Формула-1
19 січня 2017 року Расселл уклав угоду з Mercedes-AMG Petronas Motorsport, ставши учасником їх юніорської програми. Було оголошено, що Джордж буде брати участь в тестах Формули-1 в Будапешті, які пройдуть через кілька днів після Гран-прі Угорщини в перших числах серпня на тій же трасі. 7 листопада 2017 року Расселл зробив свій дебют у вільній практиці на етапі Формули-1 в Бразилії, він керував болідом команди Force India в першій сесії тренувальних заїздів. Потім, в складі цієї ж команди, він брав участь в першій практиці Гран-прі Абу-Дабі.
Пізніше було оголошено, що Расселл тестуватиме шини Pirelli для Force India на тестах, які пройдуть 1 травня 2018 роки після Гран-прі Іспанії. В рамках цих тестів він проїхав 123 кола, це був його перший досвід за кермом машини Формули-1 2018 року.
У жовтні 2018 року стало відомо, що Джордж Расселл стане бойовим пілотом команди Williams в сезоні 2019 року. Його напарником став поляк Роберт Кубіца, який повернувся в першість вперше з 2010 року, перенісши важку травму.
На Гран-прі Угорщини у сезоні 2022 Джордж Расселл завоював свій перший поул в кар'єрі.

## Результати виступів

### Гоночна кар'єра
| Сезон | Серія                       | Команда                       | Гонки      | Перемоги   | Поули      | Н/к        | Подіуми    | Очки       | Місце      |
| ----- | --------------------------- | ----------------------------- | ---------- | ---------- | ---------- | ---------- | ---------- | ---------- | ---------- |
| 2014  | Британська Формула-4        | Lanan Racing                  | 24         | 5          | 3          | 4          | 11         | 483        | 1          |
| 2014  | Альпійська Формула-Рено 2.0 | Koiranen GP                   | 12         | 0          | 0          | 0          | 1          | 123        | 4          |
| 2014  | Єврокубок Формули-Рено 2.0  | Koiranen GP                   | 2          | 0          | 0          | 0          | 0          | 0          | НК†        |
| 2014  | Єврокубок Формули-Рено 2.0  | Tech 1 Racing                 | 2          | 1          | 1          | 1          | 1          | 0          | НК†        |
| 2015  | Європейська Формула-3       | Carlin                        | 33         | 1          | 0          | 0          | 3          | 203        | 6          |
| 2015  | Формула-3 Мастерс           | Carlin                        | 1          | 0          | 0          | 0          | 1          | Н/Д        | 2          |
| 2016  | Європейська Формула-3       | HitechGP                      | 30         | 2          | 3          | 3          | 10         | 264        | 3          |
| 2016  | Гран-прі Макао              | HitechGP                      | 1          | 0          | 1          | 0          | 0          | Н/Д        | 7          |
| 2017  | GP3                         | ART Grand Prix                | 15         | 4          | 4          | 5          | 7          | 220        | 1          |
| 2017  | Формула-1                   | Mercedes-AMG Petronas F1 Team | Тест-пілот | Тест-пілот | Тест-пілот | Тест-пілот | Тест-пілот | Тест-пілот | Тест-пілот |
| 2017  | Формула-1                   | Sahara Force India F1 Team    | Тест-пілот | Тест-пілот | Тест-пілот | Тест-пілот | Тест-пілот | Тест-пілот | Тест-пілот |
| 2018  | Формула-2                   | ART Grand Prix                | 24         | 7          | 5          | 6          | 11         | 287        | 1          |
| 2018  | Формула-1                   | Sahara Force India F1 Team    | Тест-пілот | Тест-пілот | Тест-пілот | Тест-пілот | Тест-пілот | Тест-пілот | Тест-пілот |
| 2019  | Формула-1                   | Williams Racing               | 21         | 0          | 0          | 0          | 0          | 0          | 20         |
| 2020  | Формула-1                   | Williams Racing               | 16         | 0          | 0          | 0          | 0          | 3          | 18         |
| 2020  | Формула-1                   | Mercedes-AMG Petronas F1 Team | 1          | 0          | 0          | 1          | 0          | 3          | 18         |
| 2021  | Формула-1                   | Williams Racing               | 22         | 0          | 0          | 0          | 1          | 16         | 15         |
| 2022  | Формула-1                   | Mercedes-AMG Petronas F1 Team | 22         | 1          | 1          | 4          | 8          | 275        | 4          |
| 2023  | Формула-1                   | Mercedes-AMG Petronas F1 Team | 22         | 0          | 0          | 1          | 2          | 175        | 8          |
| 2024  | Формула-1                   | Mercedes-AMG Petronas F1 Team | 24         | 2          | 4          | 2          | 4          | 245        | 6          |
| 2025  | Формула-1                   | Mercedes-AMG Petronas F1 Team | 3          | 0          | 0          | 0          | 2          | 45*        | 4*         |

† Расселл брав участь в змаганні за запрошенням, тому йому не нараховувалися очки чемпіонату.

* Сезон триває.

### Формула-1
| Сезон    | Команда                       | Шасі                | Двигун                                   | 1        | 2        | 3        | 4      | 5      | 6       | 7        | 8        | 9      | 10       | 11       | 12       | 13       | 14      | 15       | 16       | 17     | 18     | 19       | 20        | 21       | 22       | 23     | 24    | Місце | Очки |
| -------- | ----------------------------- | ------------------- | ---------------------------------------- | -------- | -------- | -------- | ------ | ------ | ------- | -------- | -------- | ------ | -------- | -------- | -------- | -------- | ------- | -------- | -------- | ------ | ------ | -------- | --------- | -------- | -------- | ------ | ----- | ----- | ---- |
| 2017     | Sahara Force India F1 Team    | Force India VJM10   | Mercedes-AMG M08 EQ Power+ 1.6 V6 t      | АВС      | КИТ      | БАХ      | РОС    | ІСП    | МОН     | КАН      | АЗЕ      | АВТ    | ВЕЛ      | УГО      | БЕЛ      | ІТА      | СІН     | МАЛ      | ЯПО      | США    | МЕК    | БРА тест | АБУ тест  |          |          |        |       | -     | -    |
| 2019     | ROKiT Williams Racing         | Williams FW42       | Mercedes-AMG M10 EQ Power+ 1.6 V6 t      | АВС 16   | БАХ 15   | КИТ 16   | АЗЕ 15 | ІСП 17 | МОН 15  | КАН 16   | ФРА 19   | АВТ 18 | ВЕЛ 14   | НІМ 11   | УГО 16   | БЕЛ 15   | ІТА 14  | СІН Схід | РОС Схід | ЯПО 16 | МЕК 16 | США 17   | БРА 12    | АБУ 17   |          |        |       | 20    | 0    |
| 2020     | Williams Racing               | Williams FW43       | Mercedes-AMG M11 EQ Performance 1.6 V6 t | АВТ Схід | ШТИ 16   | УГО 18   | ВЕЛ 12 | 70 18  | ІСП 17  | БЕЛ Схід | ІТА 14   | ТОС 11 | РОС 18   | АЙФ Схід | ПОР 14   | ЕМІ Схід | ТУР 16  | БАХ 12   |          | АБУ 15 |        |          |           |          |          |        |       | 18    | 3    |
| 2020     | Mercedes-AMG Petronas F1 Team | Mercedes-AMG F1 W11 | Mercedes-AMG M11 EQ Performance 1.6 V6 t |          |          |          |        |        |         |          |          |        |          |          |          |          |         |          | САХ 9    |        |        |          |           |          |          |        |       | 18    | 3    |
| 2021     | Williams Racing               | Williams FW43B      | Mercedes-AMG M12 E Performance 1.6 V6 t  | БАХ 14   | ЕМІ Схід | ПОР 16   | ІСП 14 | МОН 14 | АЗЕ 17† | ФРА 12   | ШТИ Схід | АВТ 11 | ВЕЛ 12   | УГО 8    | БЕЛ 2‡   | НІД 17†  | ІТА 9   | РОС 10   | ТУР 15   | США 14 | МЕХ 16 | САП 13   | КАТ 17    | САУ Схід | АБУ Схід |        |       | 15    | 16   |
| 2022     | Mercedes-AMG Petronas F1 Team | Mercedes-AMG F1 W13 | Mercedes-AMG M13 E Performance 1.6 V6 t  | БАХ 4    | САУ 5    | АВС 3    | ЕМІ 4  | МАЯ 5  | ІСП 3   | МОН 5    | АЗЕ 3    | КАН 4  | ВЕЛ Схід | АВТ 4    | ФРА 3    | УГО 3    | БЕЛ 4   | НІД 2    | ІТА 3    | СІН 14 | ЯПО 8  | США 5    | МЕХ 4     | САП 1    | АБУ 5    |        |       | 4     | 275  |
| 2023     | Mercedes-AMG Petronas F1 Team | Mercedes-AMG F1 W14 | Mercedes-AMG M14 E Performance 1.6 V6 t  | БАХ 7    | САУ 4    | АВС Схід | АЗЕ 84 | МАЯ 4  | МОН 5   | ІСП 3    | КАН Схід | АВТ 78 | ВЕЛ 5    | УГО 6    | БЕЛ 68   | НІД 17   | ІТА 5   | СІН 16†  | ЯПО 7    | КАТ 4  | США 58 | МЕХ 6    | САП Схід4 | ЛВГ 8    | АБУ 3    |        |       | 8     | 175  |
| 2024     | Mercedes-AMG Petronas F1 Team | Mercedes-AMG F1 W15 | Mercedes-AMG M15 E Performance 1.6 V6 t  | БАХ 5    | САУ 6    | АВС 17†  | ЯПО 7  | КИТ 68 | МАЯ 8   | ЕМІ 7    | МОН 5    | КАН 3  | ІСП 4    | АВТ 14   | ВЕЛ Схід | УГО 8    | БЕЛ ДСК | НІД 7    | ІТА 7    | АЗЕ 3  | СІН 4  | США 65   | МЕХ 5     | САП 46   | ЛВГ 1    | КАТ 43 | АБУ 5 | 6     | 245  |
| 2025     | Mercedes-AMG Petronas F1 Team | Mercedes-AMG F1 W16 | Mercedes-AMG M16 E Performance 1.6 V6 t  | АВС 3    | КИТ 34   | ЯПО 5    | БАХ    | САУ    | МАЯ     | ЕМІ      | МОН      | ІСП    | КАН      | АВТ      | ВЕЛ      | БЕЛ      | УГО     | НІД      | ІТА      | АЗЕ    | СІН    | США      | МЕХ       | САП      | ЛВГ      | КАТ    | АБУ   | 4*    | 45*  |
| Джерело: |                               |                     |                                          |          |          |          |        |        |         |          |          |        |          |          |          |          |         |          |          |        |        |          |           |          |          |        |       |       |      |

* Сезон триває.

†Не закінчив, але був класифікований, оскільки він завершив більше 90 % дистанції гонки.

‡ Зараховано половину очок через те, що перегони склали менше 75 % запланованої дистанції.